# Saint-Laurent-la-Gâtine
Saint-Laurent-la-Gâtine è un comune francese di 458 abitanti situato nel dipartimento dell'Eure-et-Loir nella regione del Centro-Valle della Loira.

## Società

### Evoluzione demografica
Abitanti censiti